# Acacia latifrons
Acacia latifrons é uma espécie de leguminosa do gênero Acacia, pertencente à família Fabaceae.